# 阿拉马河

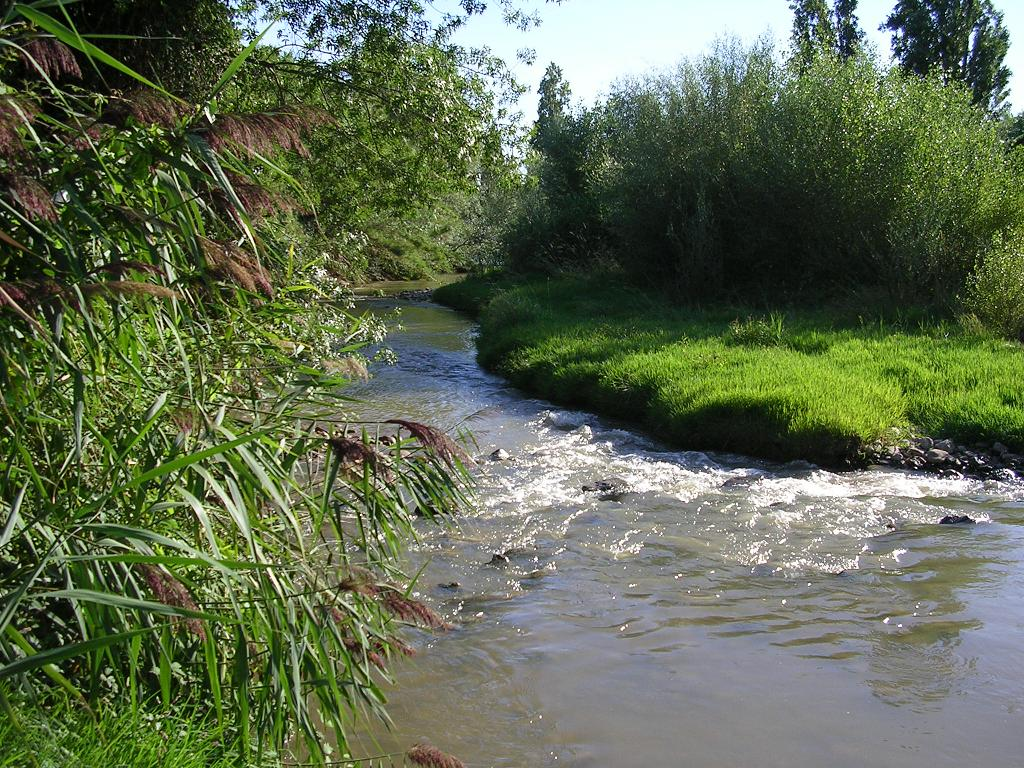
阿拉马河

阿拉马河（西班牙語：Alhama）是西班牙的河流，是埃布羅河的支流，源头位于苏埃利亚卡夫拉斯，长78千米，于阿尔法罗汇入埃布羅河。